# 꽃미남 캐스팅, 오! 보이
《꽃미남 캐스팅, 오! 보이》는 2011년에 tvN에서 방송된 꽃미남 연기자 선발 오디션 프로그램이다. 유민규가 최종 우승자로 선발되었다.